# Antal Nagy (nascido em 1956)
Antal Nagy (Nagyhalász, 17 de outubro de 1956) é um ex-futebolista húngaro que atuou pela seleção de seu país na Copa do Mundo de 1986. 